# Подлужье (Ветковский район)
Подлужье (бел. Падлужжа) — упразднённый посёлок в Светиловичском сельсовете Ветковского района Гомельской области Белоруссии.

## География

### Расположение
В 38 км на северо-восток от Ветки, 60 км от Гомеля.

## Транспортная сеть
Транспортные связи по просёлочной, затем автомобильной дороге Светиловичи — Гомель. Застройка деревянная усадебного типа.

## История
Основан в начале 1920-х годов переселенцами из соседних деревень на бывших помещичьих землях. В 1930 году жители вступили в колхоз. В 1959 году входил в состав совхоза «Восточный» (центр — деревня Акшинка).
В результате катастрофы на Чернобыльской АЭС в 1986 году деревня подверглась радиационному загрязнению. В 1991 году все жители (27 семей) были переселены в чистые места.
Официально упразднён в 2011 году.

## Население
- 1940 год — 15 дворов 49 жителей.
- 1959 год — 43 жителя (согласно переписи).
- 1991 год — жители (27 семей) переселены.